# Christian Wilkins
Christian Wilkins (Springfield, 20 dicembre 1995) è un giocatore di football americano statunitense che milita nel ruolo di defensive tackle e che è free agent.

## Carriera universitaria
Wilkins al college giocò a football con i Clemson Tigers dal 2015 al 2018. Con essi vinse due campionati NCAA e nell'ultima stagione fu premiato come All-American.

## Carriera professionistica

### Miami Dolphins
Wilkins fu scelto nel corso del primo giro (13º assoluto) del Draft NFL 2019 dai Miami Dolphins. Debuttò come professionista partendo come titolare nella gara del primo turno contro i Baltimore Ravens mettendo a segno 4 tackle. La sua stagione da rookie si concluse con 56 tackle e 2 sack disputando tutte le 16 partite, tutte tranne 2 come titolare.
Nella settimana 8 della stagione 2020 Wilkins fece registrare il primo intercetto in carriera ai danni di Jared Goff nella vittoria sui Los Angeles Rams.
Nella settimana 12 della stagione 2023, Wilkins mise a segno 2 sack su Tim Boyle nella vittoria sui New York Jets. La sua stagione si chiuse con un nuovo primato personale di 9 sack.

### Las Vegas Raiders
Il 14 marzo 2024 Wilkins firmò con i Las Vegas Raiders un contratto quadriennale del valore di 110 milioni di dollari.
Nella stagione 2024 Wilkins mise a tabellino 17 tackle, 2 sack e 6 colpi al quarterback prima di infortunarsi ad un piede nella gara di settimana 5 contro i Denver Broncos. Nell'infortunio Wilkins subì una frattura di Jones, ossia una frattura alla base del quinto metatarso sul lato esterno del piede, che richiese un intervento chirurgico che pose fine anticipatamente al suo primo anno in nero argento.
Il 18 luglio 2025, prima dell'inizio della preparazione alla stagione 2025 Wilkins fu inserito dai Raiders in lista riserve/Physically Unable to Perform (PUP), a significare che non aveva ancora ripreso la condizione fisica ottimale dopo l'infortunio. Il 24 luglio 2025 Wilkins fu svincolato. I Raiders inoltre non gli riconobbero 35,2 milioni di dollari garantiti dal suo contratto per la stagione, dichiarando che il giocatore non aveva dato certezza su un chiaro percorso di riabilitazione per tornare a giocare. In risposta Wilkins contestó il taglio del suo stipendio presentando un reclamo ufficiale tramite il sindacato dei giocatori, l'NFLPA. Del suo contratto originale Wilkins ricevette in totale dai Raiders 49,7 milioni di dollari, giocando in solo cinque gare.